# Naoise
Naoise [ˈn̪ɰiːʃə], altirisch auch Noísiu ['n̪oiʃu], ist der Name einer Sagengestalt aus dem Ulster-Zyklus der keltischen Mythologie Irlands.

## Mythologie

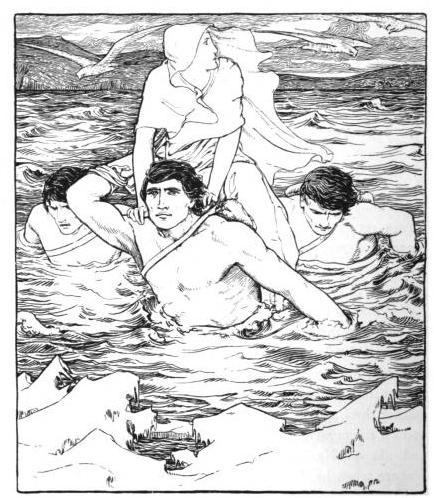
Deirdres Flucht mit Naoise und seinen Brüdern

In der Erzählung Longas mac nUislenn („Das Exil der Söhne Uislius“) verliebt sich Deirdre in Naoise, den Sohn Uislius und Elbhas und somit auch Enkel Cathbads. Sie ist eigentlich König Conchobar mac Nessa von Ulster versprochen, der sie an einem abgelegenen Ort von der Zauberin Leborcham aufziehen lässt.
Naoise, der zusammen mit seinen Brüdern Ardán [ˈardaːn] und Ainnle [ˈan̠ʲlə] unzertrennlich gemeinsam lebt, hat eine so schöne Stimme, dass die Kühe bei seinem Gesang mehr Milch geben, als sonst. Wenn die drei Brüder in der Schlacht Rücken an Rücken stehen, sind sie unschlagbar und deshalb für das Heer von Ulster unverzichtbare Kämpfer. Als Deirdre Naoises Stimme zum ersten Mal auf dem Burgwall von Emain Macha hört, will sie ihn unbedingt für sich gewinnen.
Weil Naoise ihr zuruft: „Schön ist die Kalbin, die an mir vorbeispringt“, packt sie ihn bei den Ohren und ruft: „Zwei Ohren der Schande und des Spottes werden das sein, wenn du mich nicht haben willst!“ Durch diese Androhung von Glám dícenn ist er gezwungen, sie zu entführen. Sowohl seine Brüder, als auch Leborcham sind bereit, ihm zu helfen und die drei Söhne Uislius flüchten mit Deirdre nach Alba (Schottland). Nach vielen Irrfahrten kehren sie, getäuscht durch ein Versprechen Conchobars, nach Ulster zurück. Naoise wird jedoch hinterrücks von Conchobars Gefolgsmann Eogan mac Durthacht ermordet und Deirdre tötet sich selbst, um nicht zur Ehe mit dem Mörder ihres Geliebten gezwungen zu werden.
Eine Fortsetzung dieser Erzählung ist Tochmarc Luaine acus aided Athirni („Die Werbung Luaines und der Tod Athirnes“).

## Weblink
- Charles Dickens: Household words: a weekly journal. Bände 17–18, Bradbury & Evans, 1858, S. 380 f., auf books.google.at.